# Luigny
Luigny é uma comuna francesa na região administrativa do Centro, no departamento Eure-et-Loir. Estende-se por uma área de 15,55 km². Em 2010 a comuna tinha 375 habitantes (densidade: 24,1 hab./km²).